# ساشا بارون کوهن
ساشا نوآم بارون کوهِن (انگلیسی: Sacha Noam Baron Cohen؛ زادهٔ ۱۳ اکتبر ۱۹۷۱) کمدین، بازیگر، نویسنده و تهیه‌کنندهٔ انگلیسی است. کوهن در چهار شخصیت به نام‌های: علی جی، بورات، برونو و ژنرال علاءالدین شهرت بسیاری کسب نمود. وی در نقش‌های خود با لهجهٔ خاصی سخن می‌گوید. او اصالتاً یهودی و اهل لندن است.
از معروف‌ترین نقش‌های وی، شخصیت بورات در بورات: یادگیری‌های فرهنگی آمریکا برای انجام منفعت ملت پرشکوه قزاقستان است. وی برای فیلم بورات نامزد اسکار بهترین فیلمنامه شد.
او زاده و بزرگ‌شده در یک خانوادهٔ یهودی است و نسبتاً نیز مذهبی است. او حتی به گفتهٔ خودش قوانین خوراک حلال و حرام یهودی (کوشر) را رعایت می‌کند و نیز هر چند مدت به کنیسه می‌رود.
او همچنین کار هنری خود را در دوران جوانی از تشکیلات صهیونیستی-سوسیالیستی هبونیوم درور آغاز کرد.

## زندگی شخصی
او با آیلا فیشر در رابطه بود. آن‌ها در سال ۲۰۰۴ نامزد کردند. پس از گرایش فیشر به یهودیت، این دو در ۱۵ مارس ۲۰۱۰ در پاریس، فرانسه، در یک مراسم یهودی ازدواج کردند، آن‌ها دارای سه فرزند هستند. در ۵ آوریل ۲۰۲۴، فیشر اعلام کرد که او و کوهن تصمیم گرفته‌اند به ازدواج ۱۳ ساله خود پایان دهند و در پایان سال ۲۰۲۳ از هم جدا شدند. طلاق آن‌ها در سال ۲۰۲۴ نهایی شد.

## فیلم‌شناسی
| سال  | عنوان                                  | نقش                 | توضیحات                                       |
| ---- | -------------------------------------- | ------------------- | --------------------------------------------- |
| ۱۹۹۶ | پانچ                                   |                     | فیلم کوتاه                                    |
| ۲۰۰۰ | آخرین جایگاه پسران جولی                | وینی                |                                               |
| ۲۰۰۲ | علی جی اینداهوس                        | علی جی بورات ساگدیف | همچنین نویسنده و تهیه‌کننده اجرایی             |
| ۲۰۰۳ | اسپایز                                 | علی جی جیمز باند    | فیلم کوتاه؛ همچنین نویسنده و تهیه‌کننده اجرایی |
| ۲۰۰۵ | ماداگاسکار                             |                     | صداپیشه                                       |
| ۲۰۰۶ | شب‌های تالادگا: تصنیف ریکی بابی         | جین گیلارد          |                                               |
| ۲۰۰۶ | بورات                                  |                     |                                               |
| ۲۰۰۷ | سوئینی تاد: آرایشگر شیطانی خیابان فلیت |                     |                                               |
| ۲۰۰۸ | ماداگاسکار: فرار به آفریقا             |                     | صداپیشه                                       |
| ۲۰۰۹ | برونو                                  |                     | همچنین نویسنده و تهیه‌کننده                    |
| ۲۰۱۰ | شام برای احمق‌ها                        | —                   | تهیه‌کننده اجرایی                              |
| ۲۰۱۱ | هوگو                                   |                     |                                               |
| ۲۰۱۲ | دیکتاتور                               |                     | همچنین نویسنده و تهیه‌کننده                    |
| ۲۰۱۲ | ماداگاسکار ۳: تحت تعقیب‌ترین‌های اروپا   |                     | صداپیشه                                       |
| ۲۰۱۲ | بینوایان                               |                     |                                               |
| ۲۰۱۳ | گوینده ۲: افسانه ادامه دارد            | گزارشگر بی‌بی‌سی نیوز | حضور افتخاری                                  |
| ۲۰۱۶ | گریمزبی                                |                     | همچنین نویسنده و تهیه‌کننده                    |
| ۲۰۱۶ | آلیس در آن‌سوی آینه                     |                     |                                               |
| 2019 | جاسوس                                  | الی کوهن            | بازیگر                                        |
| ۲۰۲۰ | دادگاه شیکاگو هفت                      | ابی هافمن           | همچنین دستیار تهیه‌کننده                       |
| ۲۰۲۰ | بورات ۲                                | بورات ساگدیف        | همچنین نویسنده و تهیه‌کننده                    |
| ۲۰۲۱ | لوکا                                   |                     | صداپیشه                                       |